# Mezei aszat
A mezei aszat (Cirsium arvense) a fészkesvirágzatúak (Asterales) közé sorolt őszirózsafélék (Asteraceae) családjába sorolt aszat (Cirsium) nemzetség egyik legismertebb faja. További magyar elnevezései: mezei acat, mezei bogáncs, kanadai bogáncs.

## Származása, elterjedése
Az északi féltekén a sarkvidék kivételével szinte mindenhol nő.

## Megjelenése, felépítése
Legfeljebb másfél méter magasra növő, kétszikű lágy szárú. Bordázott szára esetenként fehéren molyhos. Tejnedve nincs.
Erőteljes gyökérrendszere elágazó gyökerek emeletesen elrendezett szintjeiből áll. Karógyökere 3–4 m mélyre hatol. Mélyen fekvő gyökérlábai eredetileg függőlegesen futnak, később térdesen-csuklósan lehajlanak.
Hullámosan fodros, szórt állású, nyeletlen (azaz ülő) levelei közül az elsők fordított (inverz) tojásdadok, a továbbiak lándzsahegy alakúak, az egyszerűtől a szabdaltig hasogatottak; a levélhasábok csúcsán merev, sárga tövisekkel. A levelek színe kopasz, de fonákjuk lehet gyéren molyhos.
A virágzat csak halványbíbor csöves virágokból áll. Sátorozó virágzata megnyúlt gömb alakú. Egyes példányain a fészkekben mindkét ivarú virág előfordul, másokon csak termős virágok nőnek. Termése sárgásfehér szőrbóbitás kaszat; egy-egy növény 3-4 ezer kaszattermést fejleszthet.
A klasszikus gyógynövény terápiákban manapság kevéssé alkalmazott, régebben hánytató és vizelethajtó gyógynövényként volt ismeretes.

## Életmódja, termőhelye
Évelő gyomnövény, életformája G3. Általában tavasszal, sekélyen csírázik. Széles ovális, húsos, sötétzöld, ép élű, jóformán nyél nélküli sziklevelei a földön kúsznak. A száraz, homokos vagy tőzeges, mészszegény fajták kivételével minden talajon erőteljesen fejlődik.
Réteken, útszéleken, parlagon hagyott földeken tömeges. Települések körül és vetésekben is előfordul. Nitrofil, eutróf, mezoxerofil-mezohigrofil növény. Május végétől virágzik, gyakran még ősszel is találkozhatunk vele. Érett terméseit a szél hordja szét.